# 昆拉武特·威提讪
昆拉武特·威提讪（2001年5月11日—），小名View，泰國男子羽毛球運動員。2024年夏季奧林匹克運動會羽球男子單打銀牌得主。
昆拉武特·威提讪是2019亞青賽男子單打及混合團體冠軍得主，並在2017、2018、2019年世青賽皆奪男單冠軍，成為首位世青賽男單三连霸得主，為中国陈金之後首位成功卫冕男單冠軍者，亦是拉差諾·依瑟儂之後，第二位達成世青賽三連冠的泰國選手。2020年，首次奪得泰国全国羽球錦標賽男單冠軍。
自參與職業賽以來，已在世界羽聯世界巡迴賽奪得1座超级750賽、2座超级500赛、2座超级300賽冠軍，也是2022年世錦賽銀牌、2023年世錦賽金牌及2025年亞錦賽金牌。

## 選手生涯
父親為羽球教練，七歲起在父親影響下接觸羽球。
昆拉武特·威提讪自2016年開始在青少年賽事取得成績，在該年的世界青年錦標賽助泰国队赢得混和团體季军。2017年7月，昆拉武特在亚洲青年錦標賽準決賽敗於馬來西亞的梁峻豪，獲得男单季军，而在同一年11月舉辦的世青賽決賽，昆拉武特再度對決梁峻豪，並以2比1戰勝對手，成為泰国羽坛有史以来第一位世青赛男单冠军得主。
2017年7月，昆拉武特·威提讪出战泰國黃金大獎賽，這是他首次參加成人組國際賽，最終在男单第三轮以1比2（17-21、21-10、20-22）不敌队友潘纳维·松努阿姆。2018年11月，昆拉武特在印度國際挑戰賽男单决赛以0比2（15-21、10-21）不敌赛会2号种子拉克什亚·森，赢得亚军；而在隔週舉行的尼泊爾國際系列賽男單決賽，他以2比1（20-22、22-20、21-9）击败了马来西亚的蘇德智，獲得成人組國際賽的第一座冠軍。
2018年，昆拉武特在7月舉辦的亞青賽晉級男单決賽，最終以0比2（19-21、18-21）不敌印度的拉克什亚·森，獲得男子单打亚军。同年10月，他代表泰国参加阿根廷布宜諾斯艾利斯举办的青年奧林匹克運動會羽球比賽，在男單賽事止步八強，而在混合团体賽事中被分到Omega队，助队伍获得一面银牌。時至11月，他在世青賽男单决赛以2比0（21-9、21-11）擊敗日本的奈良岡功大，成功卫冕冠军，成为了自2002年中国运动员陈金之后，賽史上第二位卫冕男子单打冠军的选手，也再度改寫泰國選手於世青賽男單的最佳成績。

### 2019年：三度衛冕世青賽
邁入2019年，昆拉武特連續在伊朗國際挑戰賽、波蘭公開賽、芬蘭公開賽、西班牙國際賽奪下男子單打冠軍，其中三場決賽是在與年齡相仿的各國年輕選手較量中勝出，僅在蒙古國國際賽決賽時不敵來自日本的同齡選手奈良岡功大。
2019年7月，昆拉武特最後一次參加亞洲青年錦標賽。作為隊中主力，昆拉武特在混合團體賽中兼項男子單打與混合雙打兩場比賽，先是助隊伍在準決賽擊敗奪冠熱門中國，決賽時再擊敗印尼，令泰國首次奪下亞青賽混合團體冠軍；而在之後舉辦的男單項目，昆拉武特在決賽以直落二（21-14、21-13）戰勝中國選手劉亮，首次奪得亞青賽男單冠軍。時至10月，昆拉武特第四度參加世青賽，他在混合團體準決賽對決印尼時出戰男子單打和混合雙打兩場比賽，卻兩場盡墨致泰國止步四強，但在男子單打項目再次闖入決賽，並以21-8、21-11擊敗法國選手克里斯托·波波夫，連續三屆奪下世青賽男單冠軍，成為賽史男單成績最佳者，也是在拉差诺·因达农之後，第二位達成世青賽三連冠的泰國選手。

### 2024年：巴黎奧運
2024年巴黎奧運，昆拉武特在男單8強賽擊敗當時排名第一的中國選手石宇奇，並在決賽被丹麥選手安賽龍擊敗而獲得銀牌，這也是泰國在夏季奧運會羽球項目贏得首枚獎牌。

## 主要比賽成績
只列出曾進入準決賽的國際賽事成績：
| 年份   | 賽事                             | 公開賽級別 | 項目     | 成績   |
| ------ | -------------------------------- | ---------- | -------- | ------ |
| 2016年 | 世界青年羽毛球錦標賽             | 其他       | 混合團體 | 銅牌   |
| 2017年 | 亞洲青年羽毛球錦標賽             | 其他       | 男子單打 | 銅牌   |
| 2017年 | 世界青年羽毛球錦標賽             | 其他       | 男子單打 | 金牌   |
| 2018年 | 馬來西亞羽毛球國際挑戰賽         | 國際挑戰賽 | 男子單打 | 準決賽 |
| 2018年 | 亞洲青年羽毛球錦標賽             | 其他       | 男子單打 | 銀牌   |
| 2018年 | 夏季青年奧林匹克運動會羽毛球比賽 | 其他       | 混合團體 | 銀牌   |
| 2018年 | 世界青年羽毛球錦標賽             | 其他       | 男子單打 | 金牌   |
| 2018年 | 印度羽毛球國際挑戰賽             | 國際挑戰賽 | 男子單打 | 亞軍   |
| 2018年 | 尼泊爾羽毛球國際系列賽           | 國際系列賽 | 男子單打 | 冠軍   |
| 2019年 | 伊朗羽毛球國際挑戰賽             | 國際挑戰賽 | 男子單打 | 冠軍   |
| 2019年 | 波蘭羽毛球公開賽                 | 國際挑戰賽 | 男子單打 | 冠軍   |
| 2019年 | 芬蘭羽毛球公開賽                 | 國際挑戰賽 | 男子單打 | 冠軍   |
| 2019年 | 西班牙羽毛球國際賽               | 國際挑戰賽 | 男子單打 | 冠軍   |
| 2019年 | 蒙古國羽毛球國際賽               | 國際挑戰賽 | 男子單打 | 亞軍   |
| 2019年 | 亞洲青年羽毛球錦標賽             | 其他       | 混合團體 | 金牌   |
| 2019年 | 亞洲青年羽毛球錦標賽             | 其他       | 男子單打 | 金牌   |
| 2019年 | 世界青年羽毛球錦標賽             | 其他       | 混合團體 | 銅牌   |
| 2019年 | 世界青年羽毛球錦標賽             | 其他       | 男子單打 | 金牌   |
| 2019年 | 杜拜羽毛球國際挑戰賽             | 國際挑戰賽 | 男子單打 | 準決賽 |
| 2020年 | 泰國羽毛球大師賽                 | 超級300賽  | 男子單打 | 準決賽 |
| 2020年 | 西班牙羽毛球大師賽               | 超級300賽  | 男子單打 | 亞軍   |
| 2021年 | 瑞士羽毛球公開賽                 | 超級300賽  | 男子單打 | 亞軍   |
| 2021年 | 奧爾良羽毛球大師賽               | 超級100賽  | 男子單打 | 準決賽 |
| 2021年 | 世界羽聯世界巡迴賽總決賽         | 總決賽     | 男子單打 | 亞軍   |
| 2022年 | 德國羽毛球公開賽                 | 超級300賽  | 男子單打 | 冠軍   |
| 2022年 | 東南亞運動會羽毛球比賽           | 其他       | 男子團體 | 金牌   |
| 2022年 | 東南亞運動會羽毛球比賽           | 其他       | 男子單打 | 金牌   |
| 2022年 | 馬來西亞羽毛球公開賽             | 超級750賽  | 男子單打 | 準決賽 |
| 2022年 | 世界羽毛球錦標賽                 | 其他       | 男子單打 | 銀牌   |
| 2023年 | 馬來西亞羽毛球公開賽             | 超級1000賽 | 男子單打 | 準決賽 |
| 2023年 | 印度羽毛球公開賽                 | 超級750賽  | 男子單打 | 冠軍   |
| 2023年 | 泰國羽毛球公開賽                 | 超級500賽  | 男子單打 | 冠軍   |
| 2023年 | 新加坡羽毛球公開賽               | 超級750賽  | 男子單打 | 準決賽 |
| 2023年 | 美國羽毛球公開賽                 | 超級300賽  | 男子單打 | 亞軍   |
| 2023年 | 世界羽毛球錦標賽                 | 其他       | 男子單打 | 金牌   |
| 2024年 | 印尼羽毛球大師賽                 | 超級500賽  | 男子單打 | 準決賽 |
| 2024年 | 法國羽毛球公開賽                 | 超級750賽  | 男子單打 | 亞軍   |
| 2024年 | 泰國羽毛球公開賽                 | 超級500賽  | 男子單打 | 準決賽 |
| 2024年 | 印尼羽毛球公開賽                 | 超級1000賽 | 男子單打 | 準決賽 |
| 2024年 | 夏季奧林匹克運動會羽毛球比賽     | 其他       | 男子單打 | 銀牌   |
| 2024年 | 中國羽毛球公開賽                 | 超級1000賽 | 男子單打 | 準決賽 |
| 2024年 | 北極羽毛球公開賽                 | 超級500賽  | 男子單打 | 準決賽 |
| 2024年 | 韓國羽毛球大師賽                 | 超級300賽  | 男子單打 | 冠軍   |
| 2025年 | 印尼羽毛球大師賽                 | 超級500賽  | 男子單打 | 冠軍   |
| 2025年 | 亞洲羽毛球錦標賽                 | 其他       | 男子單打 | 金牌   |
| 2025年 | 泰國羽毛球公開賽                 | 超級500賽  | 男子單打 | 冠軍   |
| 2025年 | 新加坡羽毛球公開賽               | 超級750賽  | 男子單打 | 冠軍   |
| 2025年 | 印尼羽毛球公開賽                 | 超級1000賽 | 男子單打 | 準決賽 |

| 2007-2017年 | 首要超級賽 | 超級賽 | 黃金大獎賽 | 大獎賽 | 國際挑戰賽 | 國際系列賽 | 未來系列賽 | 其他 |

| 2018-2026年 | 總決賽 | 超級1000賽 | 超級750賽 | 超級500賽 | 超級300賽 | 超級100賽 | 國際挑戰賽 | 國際系列賽 | 未來系列賽 | 其他 |

### 世界冠軍頭銜
昆拉武特·威提讪在羽毛球生涯中共奪得1項羽毛球世界冠軍頭銜。
| 賽事             | 奪冠次數 | 年份               |
| ---------------- | -------- | ------------------ |
| 世界羽毛球錦標賽 | 1        | 2023年（男子單打） |
| 總計             | 1        |                    |

### 奧運會和世錦賽參賽紀錄
|          | 2021 | 2022 | 2023 | 2024 |
| -------- | ---- | ---- | ---- | ---- |
| 男子單打 | 64強 | 銀牌 | 金牌 | 銀牌 |

## 主要對賽紀錄
昆拉武特·威提讪與主要對手的對賽成績如下（只列出對賽五次或以上對手，截至2025年6月5日）：
| 對手                 | 對賽次數 | 對賽結果 | 對賽結果 | 總計 |
| 對手                 | 對賽次數 | 勝       | 負       | 總計 |
| -------------------- | -------- | -------- | -------- | ---- |
| 拉克什亚·森          | 11       | 7        | 4        | +3   |
| 李诗沣               | 11       | 5        | 6        | -1   |
| 喬納坦·克里斯蒂      | 12       | 4        | 8        | -4   |
| 安賽龍               | 8        | 1        | 7        | -6   |
| 奈良岡功大           | 13       | 8        | 5        | +3   |
| 西本拳太             | 11       | 8        | 3        | +5   |
| 安東尼·西尼蘇卡·金廷 | 8        | 5        | 3        | +2   |
| 李梓嘉               | 9        | 5        | 4        | +1   |
| 斯里坎特·基达姆比    | 5        | 4        | 1        | +3   |
| 駱建佑               | 9        | 8        | 1        | +7   |
| 王子维               | 8        | 8        | 0        | +8   |
| 伍家朗               | 6        | 5        | 1        | +4   |
| 陆光祖               | 7        | 6        | 1        | +5   |
| 李卓耀               | 5        | 4        | 1        | +3   |
| 石宇奇               | 8        | 3        | 5        | -2   |
| 安德斯·安东森        | 8        | 2        | 6        | -4   |
| 拉斯穆斯·杰姆克      | 5        | 3        | 2        | +1   |
| 林俊易               | 6        | 4        | 2        | +2   |
| 博比·塞蒂阿布迪      | 5        | 4        | 1        | +3   |